# Sault-lès-Rethel
 Sault-lès-Rethel  là một xã ở tỉnh Ardennes, thuộc vùng Grand Est ở phía bắc nước Pháp.